# Остерија ди Рамацано (Перуђа)
Остерија ди Рамацано је насеље у Италији у округу Перуђа, региону Умбрија.
Према процени из 2011. у насељу је живело 813 становника. Насеље се налази на надморској висини од 226 м.